# آکوتاک
آکوتاک (انگلیسی: Akutaq) نوعی غذای محلی در آلاسکا و شمال کانادا است. ریشه این واژه از «زبان یوپیک» و به‌معنای «یک چیز مخلوط» (ᐊᑯᑕᖅ) است.
این غذا به‌طور سنتی با پیهٔ هم‌زده‌شدهٔ گوزن شمالی یا موس یا گراز دریایی، میوه‌های سته، ماهی (همچون سفیدماهی آب شیرین)، ریشه‌های گیاهی و روغن حیوانی تهیه می‌شود. در سال‌های اخیر در تهیه این غذا از شکر، شیر و روغن گیاهی هم استفاده می‌شود.

## نگارخانه

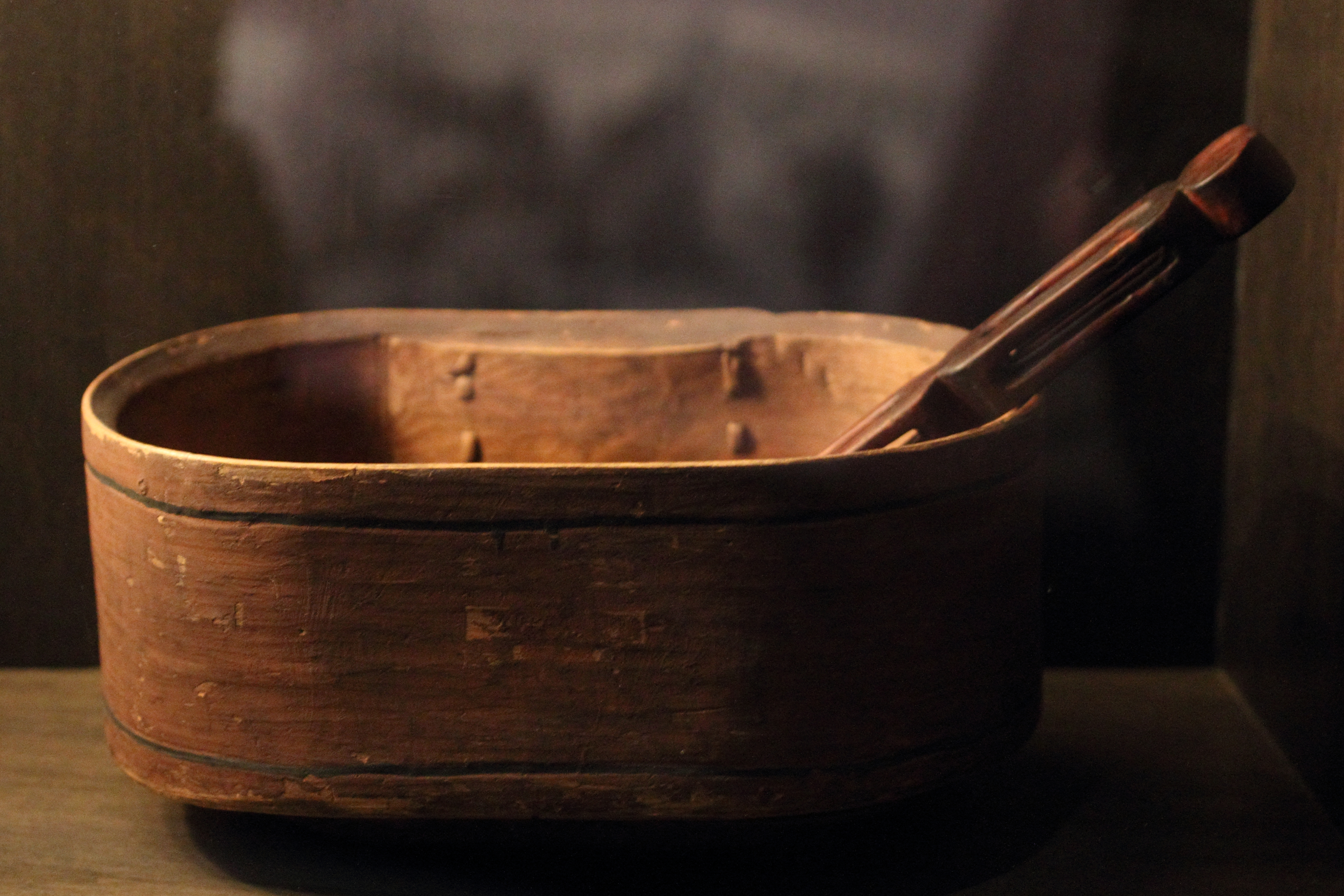